# 漢宮秋月
《汉宫秋月》崇明派琵琶古曲。乐曲表现中国古代深宫之中的嫔妃宫女们，在凄凉寂静的秋夜里回忆往事，哀叹命运。全曲以哀怨、郁闷和伤感的情绪为主。
古琴曲，又名《漢宮秋》，見於《陽春堂琴譜》、《西麓堂琴統》，近現代逐漸失傳。1980年代古琴家吳釗曾為此曲打譜。

## 古曲《漢宮秋月》其他版本

### 高胡
- 《漢宮秋月》
由此曲第1段移植成廣東小曲，以高胡演奏，首見於1929年沈允升編《弦歌中西合譜》，刻劃古代宮女哀怨悲愁的情緒。
- 《三潭印月》
借此曲變化為輕快優美的曲調。

### 二胡
刘天华於1929年根据高胡版本的唱片錄音记谱而成，改為二胡以1把位演奏。蒋风之對二胡版本作了很大删节，避免冗长。此曲速度缓慢，弓法细腻多变，旋律中经常出现短促的休止和顿音，乐声时断时续，加之二胡柔和的音色，小三度绰、注的运用，以及特性变徵音的多次出现，表现了宫女哀怨悲愁的情绪。

### 古箏
山東箏曲，原為「大八板体」曲式結構，風格純朴古雅。

### 江南絲竹
沈其昌《瀛州古調》記「正宮調」，後孫裕德傳譜採用「乙字調」。
陳隋：無錫吳畹卿的傳譜，又稱尺字調《漢宮秋月》。與《瀛州古調》譜所收的《漢宮秋月》為同名異曲。

## 资料来源
1. ↑  http://music.chinese.cn/article/2010-11/24/content_78093.htm （页面存档备份，存于）  《汉宫秋月》中国传统乐曲中的经典作品

## 外部連結
- YouTube上的〈漢宮秋月〉，項斯華古箏獨奏